# Шаршенбеков Жоламан Назарбекович
Жоламан Назарбекович Шаршенбеков (нар. 29 вересня 1999, село Баласаруу, Манаський район, Таласька область) — киргизький борець греко-римського стилю, чемпіон світу та Азії, срібний призер чемпіонату світу, срібний призер чемпіонату Азії, бронзовий призер Олімпійських ігор. Майстер спорту міжнародного класу.

## Життєпис
Жоламан — третя дитина в родині з п'яти дітей. Його батько — приватний підприємець. Мати працює викладачем математики в столичній гімназії.
Тренується у заслуженого тренера Киргизстану Хакіма Махмудова. Неодноразовий чемпіон Киргизстану з греко-римської боротьби.
Був визнаний Об'єднаним світом боротьби найкращим борцем греко-римського стилю 2022 року.
Навчається на тренерському факультеті Киргизької державної академії фізичної культури і спорту.
Близький друг Акжола Махмудова.

## Спортивні результати на міжнародних змаганнях

### Виступи на Олімпіадах
| Змагання                    | Збірна     | Вагова категорія                 | Місце  |
| --------------------------- | ---------- | -------------------------------- | ------ |
| Літні Олімпійські ігри 2020 | Киргизстан | греко-римська боротьба, до 60 кг | 7      |
| Літні Олімпійські ігри 2024 | Киргизстан | греко-римська боротьба, до 60 кг | Бронза |

### Виступи на Чемпіонатах світу
| Змагання                        | Збірна     | Вагова категорія                 | Місце  |
| ------------------------------- | ---------- | -------------------------------- | ------ |
| Чемпіонат світу з боротьби 2018 | Киргизстан | греко-римська боротьба, до 55 кг | Срібло |
| Чемпіонат світу з боротьби 2021 | Киргизстан | греко-римська боротьба, до 60 кг | Срібло |
| Чемпіонат світу з боротьби 2022 | Киргизстан | греко-римська боротьба, до 60 кг | Золото |
| Чемпіонат світу з боротьби 2023 | Киргизстан | греко-римська боротьба, до 60 кг | Золото |

### Виступи на Чемпіонатах Азії
| Змагання                       | Збірна     | Вагова категорія                 | Місце  |
| ------------------------------ | ---------- | -------------------------------- | ------ |
| Чемпіонат Азії з боротьби 2018 | Киргизстан | греко-римська боротьба, до 55 кг | Срібло |
| Чемпіонат Азії з боротьби 2020 | Киргизстан | греко-римська боротьба, до 60 кг | Срібло |
| Чемпіонат Азії з боротьби 2022 | Киргизстан | греко-римська боротьба, до 60 кг | Золото |
| Чемпіонат Азії з боротьби 2023 | Киргизстан | греко-римська боротьба, до 60 кг | Золото |
| Чемпіонат Азії з боротьби 2024 | Киргизстан | греко-римська боротьба, до 60 кг | Золото |

### Виступи на Азійських іграх
| Змагання           | Збірна     | Вагова категорія                 | Місце  |
| ------------------ | ---------- | -------------------------------- | ------ |
| Азійські ігри 2023 | Киргизстан | греко-римська боротьба, до 60 кг | Золото |

### Виступи на Кубках світу
| Змагання                    | Збірна     | Вагова категорія                 | Місце  |
| --------------------------- | ---------- | -------------------------------- | ------ |
| Кубок світу з боротьби 2020 | Киргизстан | греко-римська боротьба, до 60 кг | Золото |

### Виступи на Іграх ісламської солідарності
| Змагання                          | Збірна     | Вагова категорія                 | Місце  |
| --------------------------------- | ---------- | -------------------------------- | ------ |
| Ігри ісламської солідарності 2022 | Киргизстан | греко-римська боротьба, до 60 кг | Золото |

### Виступи на інших змаганнях
| Змагання                                                     | Збірна     | Вагова категорія                 | Місце  |
| ------------------------------------------------------------ | ---------- | -------------------------------- | ------ |
| Турнір Дана Колова — Николи Петрова 2019                     | Киргизстан | греко-римська боротьба, до 60 кг | Бронза |
| Турнір Г. Картозія і В. Балавадзе 2019                       | Киргизстан | греко-римська боротьба, до 60 кг | Срібло |
| Київський Міжнародний турнір з боротьби 2021                 | Киргизстан | греко-римська боротьба, до 60 кг | Срібло |
| Олімпійський кваліфікаційний турнір з боротьби 2020 (Алмати) | Киргизстан | греко-римська боротьба, до 60 кг | Золото |
| Турнір Вехбі Емре і Гаміта Каплана 2021                      | Киргизстан | греко-римська боротьба, до 60 кг | Срібло |
| Турнір Дана Колова — Николи Петрова 2022                     | Киргизстан | греко-римська боротьба, до 60 кг | Бронза |
| Меморіал Болата Турлиханова 2022                             | Киргизстан | греко-римська боротьба, до 63 кг | Бронза |
| Кубок Владислава Пітласинські 2022                           | Киргизстан | греко-римська боротьба, до 60 кг | Срібло |
| Турнір Дана Колова — Николи Петрова 2023                     | Киргизстан | греко-римська боротьба, до 60 кг | Золото |
| Міжнародний турнір Любомира Івановича-Гедзи 2023             | Киргизстан | греко-римська боротьба, до 60 кг | Золото |
| Турнір Дана Колова — Николи Петрова 2024                     | Киргизстан | греко-римська боротьба, до 60 кг | Золото |
| Кубок Владислава Пітласинські 2024                           | Киргизстан | греко-римська боротьба, до 60 кг | Золото |

### Виступи на змаганнях молодших вікових груп
| Змагання                                      | Збірна     | Вагова категорія                 | Місце  |
| --------------------------------------------- | ---------- | -------------------------------- | ------ |
| Чемпіонат світу з боротьби серед молоді 2019  | Киргизстан | греко-римська боротьба, до 60 кг | Срібло |
| Чемпіонат Азії з боротьби серед молоді 2019   | Киргизстан | греко-римська боротьба, до 60 кг | Золото |
| Чемпіонат Азії з боротьби серед юніорів 2017  | Киргизстан | греко-римська боротьба, до 55 кг | Срібло |
| Чемпіонат світу з боротьби серед юніорів 2017 | Киргизстан | греко-римська боротьба, до 55 кг | Срібло |
| Чемпіонат Азії з боротьби серед кадетів 2015  | Киргизстан | греко-римська боротьба, до 46 кг | Золото |
| Чемпіонат Азії з боротьби серед кадетів 2016  | Киргизстан | греко-римська боротьба, до 54 кг | Бронза |
| Чемпіонат світу з боротьби серед кадетів 2016 | Киргизстан | греко-римська боротьба, до 54 кг | Бронза |